# Javier Ybarra Ybarra
Javier de Ybarra e Ybarra (Guecho, Vizcaya, 1952) es licenciado en derecho por la Universidad de Navarra, historiador y escritor español.

## Biografía
De entre sus ensayos, cuentos y artículos destaca el libro de historia económica e industrial de la España del XIX, "Nosotros los Ybarra" (Tusquets) finalista del Premio Comillas e incorporado a la Widener Harvard Depository Link Harvard Library (enlace roto disponible en Internet Archive; véase el historial, la primera versión y la última). (Universidad de Harvard, EE. UU.). También fue el tercer libro más vendido en el País Vasco, según El Correo del 26 de febrero de 2003. Ybarra ultima su libro "Nosotros, los Ybarra", segunda parte, historia económica, industrial, social y política española de los siglos XX y XXI siguiendo el hueso de su propia familia gracias al archivo histórico de los Ybarra depositado en el Archivo Foral de la Diputación de Vizcaya.
Su padre fue el político y empresario Javier Ybarra Bergé, quien fue asesinado por el comando Bereziak de E.T.A. en 1977. Javier Ybarra Ybarra está casado con Sonia Arróspide y López de Letona, VI duquesa de Castro-Enríquez y tienen dos hijos varones.